# 세상에 대한 경멸
세상에 대한 경멸 혹은 속세의 능멸에 대하여 (라틴어:De Contemptu Mundi, 이태리어 :De contemptu mundi)는 클뤼니의 베르나르가 쓴 작품들 중 가장 유명한 시로, 그는 세상을 관찰하면서 세속과 종교적인 실패에 대한 3천 여가지의 풍자시를 썼다. 성직자, 수녀, 주교, 수도사 심지어 로마까지도 그의 작품에서 풍자된다. 이런 이유로 신학자 마티아스 플라치우스는 쓴 중세 사회와 교회의 뿌리깊은 부패에 진리에 대한 증언(testes veritatis)으로 교회의 타락에 대한 풍자 시집(Varia poemata de corrupto ecclesiae statu) (바젤, 1557)을 출판했으며, 개신교는 17-18세기 동안 계속 재판했다. 데키무스 유니우스 유베날리스가 지은 풍자시의 기독교 버전에서 중세 사회의 깊숙히 자리 잡은 부패와 그의 시대에 어리석음이 질서 정연하게 적혀있지는 않다. 베르나르는 모든 물질적 즐거움의 일시적인 성격과 영적 기쁨의 영원성으로 두 가지 주요한 부분으로 잘 알려져 있다고 말했고, 이는 리옹의 에우케리우스와 같은 이름의 훨씬 초기 논문과 동일한 주제이다. 에라스무스는 1520년 바젤에서 편집해서 재출간한다.
천국과 지옥에 대해 자세히 묘사된 그의 그림은 단테에게 알려졌다. 혹독한 추위, 얼어붙은 불, 먹는 벌레, 불같은 홍수, 다시 황금 시대의 영광스런 우상과 하늘 왕국의 화려함은 단테의 천재성이 담긴 문장으로 표현된다.죄의 흉악함, 미덕의 매력, 악의적인 양심의 고문, 하나님을 두려워하는 삶의 달콤함은 천국과 지옥의 위엄있는 모습을 주제로 삼고 있다. 여자의 사악함(성행위의 가장 무거운 죄 중 하나), 포도주, 돈, 배움, 위증, 점복의 사악함 등을 여러 번 반복한다. 우아하고 강렬하고 풍성한 라틴어에서는 그의 세대의 도덕적 타락에서 예언적인 분노를 전할만큼 강한 단어를 찾을 수 없다. 젊고 타락한 주교들, 교회 법인의 억압적인 대리인 교황청, 교황 특사와 교황 자신은 중세 성당의 조각만큼 심각하게 나타난다.